# Phlox caryophylla
Phlox caryophylla är en blågullsväxtart som beskrevs av Edgar Theodore Wherry. Phlox caryophylla ingår i släktet floxar, och familjen blågullsväxter. Inga underarter finns listade i Catalogue of Life.